# ウォルター・エイベル

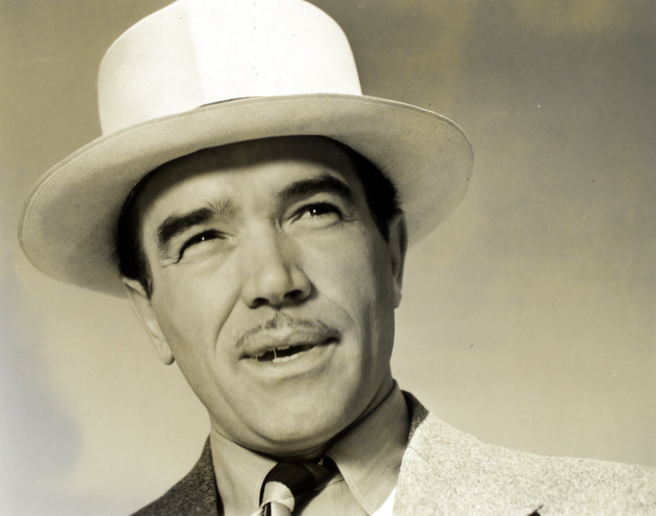
ウォルター・エイベル

ウォルター・エイベル（Walter Abel 1898年6月6日 – 1987年3月26日）アメリカ合衆国の舞台と映画における性格俳優。
ミネソタ州セントポール生まれ。両親はクリスティーン（née Becker）とリチャード・マイケル・エイベル。アメリカン・アカデミー・オブ・ドラマティック・アーツ卒業。ブロードウェイでのデビューは1919年の『Forbidden 』。その後『お気に召すまま』、『楡の木の下の欲望』、『喪服の似合うエレクトラ』、『Merrily We Roll Along 』、『Trelawny of the 'Wells' 』など多くの舞台に出演。
コンサート・ハープ奏者マリエッタ・ビターと結婚。
コネチカット州エセックスで心筋梗塞で死亡。

## 主な出演映画
- リリオムLiliom (1930年)
- 愛情無限The Lady Consents (1936年)
- 激怒Fury (1936年)
- 緑の灯Green Light (1937年)
- 底抜けトップガール作戦Wise Girl (1937年)
- 翼の人々Men with Wings (1938年)
- 囁きの木陰Arise, My Love (1940年)
- 恋に踊るDance, Girl, Dance (1940年)
- ひばりSkylark (1941年)
- スイング・ホテルHoliday Inn (1942年)
- 愛の終焉Mr. Skeffington (1944年)
- ハリウッド宝船Duffy's Tavern (1945年)
- 接吻売りますKiss and Tell (1945年)
- 失恋四人男The Affairs of Susan (1945年)
- ダニー・ケイの牛乳屋The Kid from Brooklyn (1946年)
- 鮮血の情報13 Rue Madeleine (1947年)
- 男の叫びIsland in the Sky (1953年)
- 夜の人々Night People (1954年)
- 赤い砦The Indian Fighter (1955年)
- バーナディンBernardine (1957年)
- 愛情の花咲く樹Raintree County (1957年)
- 蜃気楼Mirage (1965年)
- 祖国なき男The Man Without a Country (1973年)
- 聖し血の夜Silent Night, Bloody Night (1974年)
- ニック・ノルティ/キャサリン・ヘップバーンの 愉快なゆかいな殺し屋稼業Grace Quigley (1984年)